# 3-as busz (Békéscsaba)
A békéscsabai 3-as jelzésű autóbusz a belvárosi Szabadság tér és a jaminai Veres Péter utca között közlekedik. A viszonylatot a Volánbusz üzemelteti. Ez az egyik járat, amely hétköznap összeköti Erzsébethely városrészt a belvárossal, valamint az autóbusz- és vasúti pályaudvarral.
A vonalon javarészt Ikarus C80.40M-es autóbuszok járnak.

## Jellemzői
A tanulók számára kedvező, hogy Békéscsaba igen sok iskolája mellett elhalad a járat, illetve érinti a belváros több pontját is.

## Útvonala
| Veres Péter utca felé | Szabadság tér felé |
| --- | --- |
| - Szabadság tér - Bartók Béla út - Petőfi utca - Andrássy út - Temető sor - Orosházi út - Gyár utcai körforgalom - Orosházi út - Bercsényi utca - Veres Péter utca | - Veres Péter utca - Bercsényi utca - Orosházi út - Gyár utcai körforgalom - Orosházi út - Temető sor - Andrássy út - Petőfi utca - Bartók Béla út - Szabadság tér |

## Megállóhelyei
| 0  | Szabadság tér végállomás    | 23 | 1, 3M, 3V, 4, 7F "B" útvonalon, 17, 17M, 17V | Békéscsabai Bartók Béla Művészeti Szakközépiskola, és Alapfokú Művészetoktatási Intézmény, Zeneiskola, Békéscsabai Járási Hivatal, Békéscsabai Városi Önkormányzat, Fegyveres Erők Klubja, Fiume Hotel, Invitel Telepont, Jókai Színház, K&H Bank, Magyar Államkincstár Dél-Alföldi Regionális Igazgatóság, MKB Bank, OTP Bank, Sas Patika, Városháza |
| 2  | Haán Lajos utca             | 21 | 1, 3M, 3V, 4, 7F, 17V helyközi-országos autóbuszjáratok: Debrecen, Szeged, Szentes regionális autóbuszjáratok: Battonya, Békésszentandrás, Dombegyház, Elek, Geszt, Gyomaendrőd, Gyula, Mezőkovácsháza, Orosháza, Szarvas, Tótkomlós, Újkígyós, Vésztő | Békéscsabai Belvárosi Általános Iskola és Gimnázium, Békéscsabai Rendőrkapitányság, Békéscsaba 1-es posta, Magyar Államkincstár - Állampénztári Ügyfélszolgálat |
| 4  | Petőfi utca                 | 19 | 1, 3M, 3V, 4, 7F, 17V | Békéscsabai Petőfi Utcai Általános Iskola |
| 6  | Petőfi liget                | 17 | 1, 3M, 3V, 4, 5 Autóbusz-állomás felé, 7, 7F, 8 Linamar felé, 8A Tesco felé, 8V Tesco felé, 17V, 20 Autóbusz-állomás felé | Angyalos-kút, Békéscsabai Petőfi Utcai Általános Iskola, Békéscsabai Kemény Gábor Logisztikai és Közlekedési Szakközépiskola, Trianon tér Csaba Center: Békéscsaba Center Posta, Hervis, Media Markt, Spar, Telenor, T-Pont, Vodafone |
| 7  | Andrássy Gimnázium          | 16 | 1, 3M, 3V, 4, 5, 7, 7F, 17V, 20 | Andrássy Gyula Gimnázium és Kollégium, Katonai Igazgatási és Érdekvédelmi Iroda, Reál, VOKE Vasutas Művelődési Háza és Könyvtára |
| 9  | Autóbusz-állomás            | 14 | 1, 3M, 3V, 4, 5, 7, 7F, 8, 8A, 8V, 17V, 20 120 (Budapest – Szolnok – Lökösháza), 121 (Békéscsaba – Mezőhegyes – Makó – Újszeged), 128 (Békéscsaba – Kötegyán – Vésztő), 135 (Békéscsaba – Orosháza – Hódmezővásárhely – Szeged) helyközi-országos autóbuszjáratok: Budapest-Népliget, Debrecen, Eger, Hajdúszoboszló, Karcag, Kecskemét, Kunszentmárton, Miskolc, Pécs, Szeged, Szentes, Szolnok, Zalaegerszeg regionális autóbuszjáratok: Battonya, Békés, Békéssámson, Békésszentandrás, Bélmegyer, Csanádapáca, Csorvás, Dévaványa, Doboz, Dombegyház, Elek, Füzesgyarmat, Gerendás, Geszt, Gyomaendrőd, Gyula, Kamut, Kaszaper, Kétsoprony, Kondoros, Köröstarcsa, Kunágota, Medgyesbodzás, Medgyesegyháza, Mezőberény, Mezőkovácsháza, Orosháza, Sarkad, Szabadkígyós, Szarvas, Szeghalom, Telekgerendás, Tótkomlós, Újkígyós, Vésztő | Békéscsaba vasútállomás Helyközi autóbusz-állomás Obi Áruház, Penny Market |
| 11 | Gyár utca                   | 12 | 1, 3M, 3V, 4 regionális autóbuszjáratok: Doboz, Telekgerendás | Kézműves Szakközépiskola és Alapfokú Művészeti Iskola, Kondorosi Takarékszövetkezet Gyár utcai körforgalom Orosházi úti felüljáró |
| 13 | Madách utca                 | 10 | 1, 3M, 3V, 4 regionális autóbuszjáratok: Battonya, Békéssámson, Csanádapáca, Doboz, Kaszaper, Medgyesegyháza, Orosháza, Telekgerendás, Tótkomlós | Erzsébethelyi Általános Iskola, Evangélikus templom, Kútház |
| 15 | Bem utca                    | 8  | 3M, 3V, 4 | Jaminai Közösségi Ház |
| 17 | Bercsényi utca              | 6  | 3M, 3V, 4 helyközi-országos autóbuszjáratok: Szeged, Szentes regionális autóbuszjáratok: Battonya, Békéssámson, Csanádapáca, Doboz, Gyula, Kaszaper, Medgyesegyháza, Orosháza, Telekgerendás, Tótkomlós | |
| 19 | Tompa utca                  | 4  | közvetlenül: 3M, 3V közvetve: 1 mindkét esetben: 4 | |
| 20 | Batsányi utca               | 3  | közvetlenül: 3M, 3V közvetve: 1 mindkét esetben: 4 | Coop, Jézus Szíve katolikus templom, Kolozsvári utcai Orvosi Rendelők, Békéscsaba 3-as posta Kapcsolat a Belvárossal: Repülőhíd (kerékpáros és gyalogos forgalom) - cca. 0,45 km |
| 21 | Rózsa utca                  | 2  | közvetlenül: 3M, 3V közvetve: 1 mindkét esetben: 4 | |
| 22 | Tavasz utca                 | 1  | közvetlenül: 3M, 3V közvetve: 1 mindkét esetben: 4 | |
| 23 | Veres Péter utca végállomás | 0  | 3M, 3V, 4 | |

## Kiegészítések

### Aktív
- Malom tér-Veres P. u. járatok (M)
- Varságh u.-Veres P. u. járatok (V)

### Megszűnt
- ÁNTSZ-Veres P.u. járatok (K)
- Ipari járatok (h): 2014-2016 között néhány járat a Csorvási úti és a Szarvasi úti ipari megállók érintésével közlekedett.
- VOLÁN telep-Linamar járatok (v): 2014-2016 között néhány járat a VOLÁN telep és a Linamar érintésével közlekedett.
- Gyár utca járatok (G): 2014-2016 között néhány járat a Gyár utcáig közlekedett.

## Változások
A Szent István tér lezárása miatt a busz útvonala 2012. október 1-től megváltozott. A 3-as busz innentől a Malom tér helyett a Szabadság tér-ről indul, s oda is érkezik, ebben az időszakban hurokjárat. Megszűnt az ÁNTSZ-ig közlekedő betétjárata, s a Malom tér-ig közlekedő 3M busz ekkortól indul el. A végállomások 2014. februárjától ismét megváltoztak, immáron a Szabadság tér-ről indulva csak a Veres Péter utcáig közlekednek a buszok.
A buszok 2014. február 22. és 2016. január 1 között, az Orosházi úti felüljáró átalakítása miatt, összetettebb, bonyolultabb útvonalon közlekedtek.

## Külső hivatkozások
- Békéscsaba buszjáratai és menetrendjük
- A Dél-alföldi Közlekedési Központ Zrt. honlapja
- A Körös Volán honlapja
- Változik a buszok útvonala, új megállók épülnek - Csabai Mérleg
- Utcák és közterületek átnevezése Archiválva 2013. december 19-i dátummal a Wayback Machine-ben
- Közlekedési változások az Orosházi úti felüljáró lezárása után